# Rückbildung (Linguistik)
Rückbildung ist ein Begriff der Grammatik aus dem Bereich der Wortbildung und bedeutet, dass in einem komplexen Wort durch Weglassen oder Austausch einer Endung ein neues Wort entsteht. Es handelt sich um ein Verfahren, das sich nicht regelhaft an der vorhandenen Wortstruktur orientiert, sondern das eine Analogie auf der Ebene des Gesamtwortes vornimmt. Rückbildung kann sowohl den Vorgang bezeichnen als auch das neu entstandene Wort.

## Zwei Varianten der Rückbildung
Bei einer Rückbildung im engeren Sinn entsteht aus einem Wort ein neues, kürzeres Wort durch Weglassen einer Endung (eines Ableitungsmorphems). So soll das Verb notland(en) aus dem bereits vorhandenen Substantiv Notlandung durch Weglassen des Morphems -ung entstanden sein. Dieser Austausch scheint also eine Gegenüberstellung vorzunehmen wie Notland-ung / notland-en, obwohl die ursprüngliche Wortstruktur eine Zusammensetzung der Form Not-landung war.
Unter Rückbildung wird aber auch der Fall verstanden, dass ein neues Wort durch Austausch der Endung gegen eine andere entsteht, z. B. wenn aus dem Adjektiv häm-isch das Substantiv Häm-e gebildet wird. Die Einordnung dieses Vorgangs unter „Rückbildung“ kann man so erklären: Damit die neue Endung angehängt werden kann, muss zuerst die alte Endung wegfallen – wie bei der Rückbildung im engeren Sinn.

## Zur Problematik der Rückbildung
Es ist den betreffenden Wörtern nicht anzusehen, welches historisch zuerst und welches danach entstanden ist. Ein Beispiel ist das Verhältnis von neugierig zu Neugier. Das Adjektiv sieht wie eine normale Ableitung vom Substantiv aus und wäre dann die spätere Bildung. Der historische Befund ist aber anders: Das Adjektiv neugierig ist bereits im 16. Jahrhundert in Texten belegt, das Substantiv Neugier erst im 17. Jahrhundert. Daraus wird geschlossen, dass Neugier eine Rückbildung zu neugierig durch Weglassen des Morphems -ig ist. 
Neugierde ist ebenfalls erst im 17. Jahrhundert belegt und wird als Rückbildung durch Austausch des Morphems -ig gegen das Morphem -de verstanden. Damit steht Neugierde für den zweiten Typ der Rückbildung.
Rückbildungen sind also nur dann zu erkennen, wenn historische Daten zu den betreffenden Wörtern bekannt sind, die eine Ableitung ausschließen.